# Округ Бартоломју (Индијана)
Бартоломју (енгл. Bartholomew County) је округ у америчкој савезној држави Индијана.

## Демографија
По попису из 2010. године број становника је 76.794, што је 5.359 (7,5%) становника више него 2000. године.
| Група             | 2000.          | 2010.          |
| Белци             | 66.422 (93,0%) | 66.817 (87,0%) |
| Афроамериканци    | 1.310 (1,8%)   | 1.420 (1,8%)   |
| Азијати           | 1.358 (1,9%)   | 2.632 (3,4%)   |
| Хиспаноамериканци | 1.598 (2,2%)   | 4.762 (6,2%)   |
| Укупно            | 71.435         | 76.794         |